# Miguel Torres (dramaturgo)
Miguel Torres (Bogotá; 1942) es un director de teatro, dramaturgo y novelista colombiano.
Miguel Torres nació en Bogotá en 1942. Fundó el teatro El Local en 1970, en Bogotá. Allí realizó más de veinte montajes teatrales, entre los que destacan Bodas de sangre (adaptación de la obra de Federico García Lorca), El círculo de tiza caucasiano, La cándida Eréndida (adaptación de la obra de Gabriel García Márquez), El proceso (adaptación de la obra de Franz Kafka y, una de sus obras más representativas, La siempreviva (que fue adaptada al cine por Klych López en 2015).   
En 1988 publicó su libro de cuentos "Los oficios del hambre". En 1993 publicó "La siempreviva". En 1994 publicó su libro de cuentos "Ladrón durante el alba", con el que ganó la beca de Colcultura. En 1999 ganó el Premio Nacional de Guion Cinematográfico Adaptado con " La siempreviva" y en 1998, el Premio Bogotá Historia Común, con la obra de teatro "En carne propia". Además, con la novela "Cerco de amor" ganó, en 1999, el Concurso Internacional de Novela Fantástica con Acción en Bogotá, otorgado por la Alcaldía Mayor de Bogotá y el grupo de jurados Germán Espinosa, Antonio Sarabia y Peter Schultze-Kraft. También publicó las novelas "Páginas quemadas" (2010) y "El crimen del siglo" (2006), "El incendio de abril" (2012) y "La invención del pasado" (2016), que constituyen la llamada Trilogía del Bogotazo. En 2018 se publicó "Amor ciego", que es la misma novela "Cerco de amor", pero con otro título. En 2020, publicó la novela "Breve historia de un amor sin fin". Su última novela fue publicada en el año 2021 y lleva como título "La polvera". 

## Obras
- "Los oficios del hambre" (1988)
- "La siempreviva" (1993) (Acceso en digital)
- "Ladrón durante el alba" (1994)
- "En carne propia" (1998)
- "Cerco de amor" (1999) (Acceso en digital)
- "El crimen del siglo"(2006)
- "Páginas quemadas" (2010)
- "El incendio de abril" (2012)
- "La invención del pasado" (2016)
- "Amor ciego" (2018)
- "Breve historia de un amor sin fin" (2020)
- "La polvera" (2021)